# Harry S. Truman National Historic Site
L'Harry S. Truman National Historic Site est une aire protégée américaine à Grandview et Independence, dans le comté de Jackson, au Missouri. Établi le 23 mai 1983 et inscrit au Registre national des lieux historiques le 31 mai 1985, ce site historique national protège des bâtiments relatifs à Harry S. Truman, le trente-troisième président des États-Unis. Il y a d'une part la Harry S. Truman Farm Home, son domicile de 1906 à 1917, et d'autre part quelques-uns des édifices protégés au sein du district historique d'Harry S. Truman.